# KF Korabi Peshkopi
Klubi Futbollit Korabi Peshkopi is een Albanese voetbalclub uit Peshkopi.

## Geschiedenis
De club won driemaal de Kategoria e Dytë. In 2015 werd de club tweede en promoveerde naar Kategoria e Parë. In 2016 gebeurde dit ook in de Kategoria e Parë en de club promoveerde voor het eerst naar de Kategoria Superiore. In 2017 degradeerde de club weer. Sindsdien is de club veelal actief op het tweede niveau.
Apolonia ·
Besa · 
Burreli ·
Erzeni ·
Flamurtari · 
Kastrioti ·
Korabi · 
Kukësi ·
Lushnja ·
Pogradeci ·
Valbona ·
Vora